# Ferzan Özpetek
Ferzan Özpetek (Istanbul, Turquia, 3 de febrer de 1959) és un director de cinema i guionista turco-italià.

## Biografia i carrera
Va néixer a Istanbul el 1959, però es traslladà a Itàlia el 1977 per estudiar a la Universitat la Sapienza de Roma. Posteriorment estudià cursos de direcció a l'Acadèmia d'Art Dramàtic Silvio d'Amico a Roma. Treballà com a assistent de direcció amb Massimo Troisi, Maurizio Ponzi, i altres directors italians. Özpetek debutà com a director el 1997 amb Il bagno turco. La pel·lícula recollí molts èxits entre la crítica. El seu segon llargmetratge, L'últim harem, fou una representació lírica dels últims dies de l'Imperi Otomà. Aquesta pel·lícula mostra una història d'amor entre una de les dones de l'harem i un dels eunucs encarregats de vigilar-la.
Ferzan Özpetek és obertament gai i tracta el tema de la sexualitat en diverses de les seves obres. Una d'aquestes pel·lícules és, per exemple, Le fate ignoranti (Les fades ignorants). Aquest llargmetratge narra la història d'una dona (interpretada per Margherita Buy) que descobreix que el seu marit, recentment mort, feia anys que mantenia una relació amb un altre home (interpretat per Stefano Accorsi).
El seu següent llargmetratge, La finestra di fronte, obtingué un Globus de Vidre al Festival Internacional de Cinema de Karlovy Vary. El veterà actor italià Massimo Girotti actuà per últim cop en aquesta pel·lícula.
Una altra obra seva és Cuore Sacro, el commovedor retrat d'una jove executiva que es replanteja la seva vida després del suïcidi de les seves dues millors amigues i comença a dedicar-se a atendre persones excloses de la societat.
El 2007 realitzà Saturno Contro, on mostra les relacions que hi ha en un grup d'amics i les seves actituds davant la mort, la traïció i la separació.

## Filmografia

### Assistent de direcció
- Il tenente dei carabinieri (1986)
- Il maestro del terrore (1988, televisió)
- La Scorta (1993)
- Anche i commercialisti hanno un'anima (1994)
- Il Branco (1994)

### Director
- Il bagno turco (Hamam) (1997)
- Harem Suare (L'últim harem) (1999)
- Le fate ignoranti (Les fades ignorants) (2001)
- La finestra di fronte (La finestra de davant) (2003)
- Cuore Sacro (2005)
- Saturno Contro (2007)
- Un giorno perfetto (2008)
- Mine vaganti (Us he de dir una cosa) (2010)
- Magnifica Presenza (2012)
- Allacciate le cinture (2014)
- Rosso Istanbul (2017)
- Napoli velata (2017)
- La dea fortuna (2019)
- Nuovo Olimpo (2023)
- Diamanti (2024)

## Novel·les
- Rosso Istambul (2013)
- Sei la mia vita (2015)
- Como un respiro (traduida al castellà: Como un suspiro) (2020)
- Cuore nascosto (2024)

## Premis i nominacions

### Premis
- 2001: Premi Sebastiane per Le fate ignoranti

### Nominacions
- 2001: Os d'Or per Le fate ignoranti
- 2008: Lleó d'Or per Un giorno perfetto